# Belantseidae
Belantseidae — вимерла родина хрящових риб ряду Petalodontiformes. Родина існувала з карбону до тріасу (316-200 млн років тому). Відома, переважно, по скам'янілих рештках зубів. Рештки знайдені на території США та Великої Британії.

## Класифікація
- Родина Belantseidae
  - Belantsea
  - Ctenoptychius
  - Netsepoye